# Coryphella borealis
Coryphella borealis är en snäckart som beskrevs av Nils Hjalmar Odhner 1922. Coryphella borealis ingår i släktet Coryphella och familjen Flabellinidae. Inga underarter finns listade i Catalogue of Life.